# ونسا بلو
ونسا بلو (انگلیسی: Vanessa Blue؛ زاده ۲۷ مهٔ ۱۹۷۴) نام حرفه‌ای بازیگر و کارگردان پورنوگرافی اهل ایالات متحده آمریکا است.